# Пояс гінді
Пояс гінді, або серце гінді — лінгвістичний регіон, який охоплює частини північної, центральної, східної та західної Індії, де широко поширені гінді та різні мови/діалекти, що класифікують як гінді. Пояс гінді іноді також використовується для позначення дев'яти індійських штатів, офіційною мовою яких є гінді і які мають гінді-розмовляючу більшість, а саме Біхар, Чхаттісгарх, Хар'яна, Гімачал-Прадеш, Джаркханд, Мадг'я-Прадеш, Раджастхан, Уттаракханд, Уттар-Прадеш, та Національна столична територія Делі.

## Гінді якдіалектний континуум
Гінді є частиною континууму індоарійських мов, що знаходиться в межах Поясу гінді на північних рівнинах Індії. гінді у цьому сенсі є скоріш мовним, а не етнічним поняттям.
Це визначення гінді є одним із тих, які використовуються в переписі, і це призводить до того, що більше 40% індійців, як повідомляється, є носіями гінді, хоча респонденти з області гінді розходяться в думках щодо того, чи називають вони свою мову гінді або використовують місцеву мову. Як визначено у переписі 1991 року, гінді має широке та більш вузьке визначення. Назва «гінді», таким чином, є неоднозначною. До того, як гінді почали називати окремою мовою, майтхілі називали діалектом гінді. Багато таких мов, не пов'язаних з гінді, все ще борються за визнання.
Гінді в широкому розумінні слова охоплює низку мов центральної, східно-центральної, східної та північної зон, включаючи мови біхарі, окрім майтхілі, всі мови раджастхані та мови центрального орачі. Це область, обмежена на заході панджабі та синдхі; на півдні — гуджараті, маратхи та орія; на сході — майтхілі та бенгальською; на півночі — непальською, кашмірською та тибетською мовами. Різновиди у цьому поясі вважають скоріш окремими мовами ніж діалектами однієї мови.
У більш вузькому значенні гінді ототожнюють з індійськими мовами центральної зони. За мовними особливостями їх поділяють на західну та східну гінді. Найвужче визначення слова гінді – це визначення офіційної мови, сучасної стандартизованої мови гінді або манакської гінді. Стандартизована мова гіндустані, включно з манакською гінді та урду, історично базується на діалекті харіболі 17-го століття.
Крім того, у багатьох штатах, таких як Гімачал-Прадеш, гінді є офіційною мовою, але багато хто не згодний з думкою про те, що штат є частиною Поясу через те, що регіон є частиною Західного лінгвістичного поясу Пахарі, який також включає райони Джамму та Кашмір, та поширюється далі до Пакистанського плато Потохар.

Карта найпоширеніших мов у штатах Індії

### Кількість носіїв
- Центральна зона (Стандартна гінді)
  - Західна гінді
    - 240 млн. гіндустані, за виключенням урду
    - 9,8 млн. хар'янві
    - 1,5 млн. брадж
    - 9,5 млн. каннауджі
    - 5,6 млн. бунделі

  - Східна гінді
    - 4,5 млн. авадхі
    - 16,2 млн. чхаттісгархі
    - 2,6 млн. багхелі
    - 1,7 млн. сургуджія
- Східна зона, біхарські мови за виключенням майтхілі
  - 51 млн. бходжпурі
  - 13 млн. маґадгі
  - 8 млн. хорта
  - 5,1 млн. нагпурі
  - 0,5 млн. курмалі
- Раджастхані
  - 7,8 млн. марварі
  - 5,2 млн. малві
  - 2,3 млн. німаді
  - 4,8 млн. ламбаді
  - 2,9 млн. харауті
  - 3 млн. годварі
  - 2 млн. багрі

Згідно з переписом населення Індії 2001 року, 258 мільйонів людей в Індії (25% населення) вважали своєю рідною мовою «гінді», однак, включаючи діалекти гінді, ця цифра становить 422 мільйони (41% населення). Ці цифри не враховують 52 мільйони індійців, які вважають своєю рідною мовою урду. Цифри також не можна прямо порівняти з таблицею вище; наприклад, хоча незалежні оцінки в 2001 році налічували 37 мільйонів носіїв авадхі, під час перепису 2001 року лише 2,5 мільйона з них визначили свою мову як «авадхі», а не як «гінді».
Були вимоги включити авадхі, бходжпурі, кумаоні, бунделі, чхаттісгархі, гархвалі, курмалі, магахі, нагпурі та раджастхані у восьмий додаток конституції Індії; інакше вони вважаються діалектами гінді, однак ці мови не мають прямого відношення до сучасної мови гінді. Деякі вчені виступають проти включення діалектів гінді до восьмого додатку Конституції як повноцінних індійських мов. На їхню думку, визнання діалектів гінді як окремих мов позбавило б гінді мільйонів носіїв, і врешті-решт гінді б не залишилося як мови.

## За межами Індійського субконтиненту
Значна частина гінді, якою розмовляють за межами субконтиненту, відрізняється від стандартної мови. Фіджійська гінді є похідною формою авадхі та бходжпурі, та включає деякі англійські та незначну кількість фіджійських слів. Нею розмовляє більшість індофіджійців. Маврикійська бходжпурі, яка колись була широко поширеною як рідна мова, з роками втратила багато носіїв. Згідно з переписом 2011 року, мовою бходжпурі розмовляло лише 5% населення.

## Географія та демографія

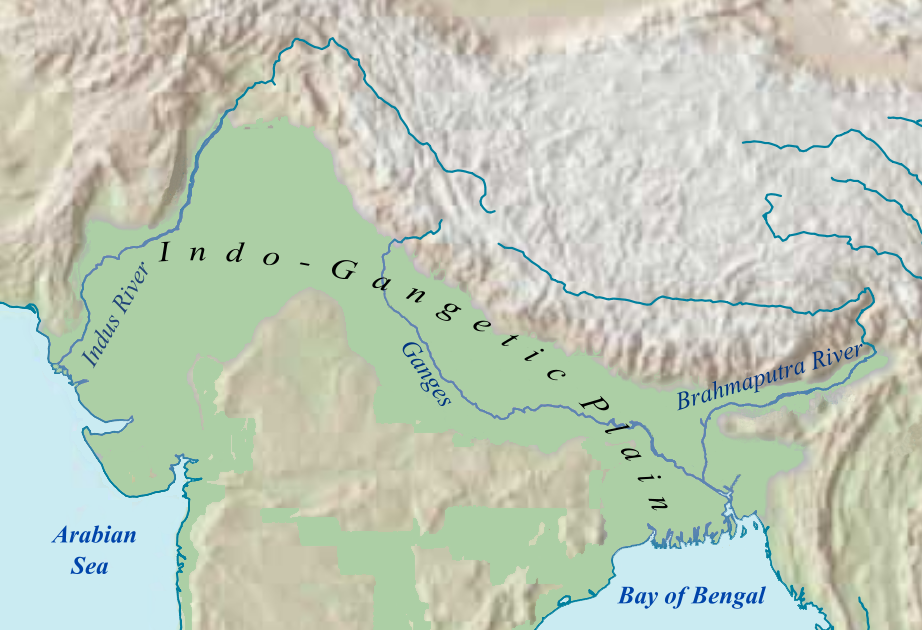
Гангська рівнина

Високородюча, пласка, алювіальна Гангська рівнина займає північну частину Поясу Гінді, Віндх'я в Мадх'я-Прадеш демаркує південний кордон, а пагорби та густі ліси Джаркханд і Чхаттісгарх лежать на її сході. У регіоні переважно субтропічний клімат з прохолодною зимою, жарким літом і помірними мусонами. Клімат дещо змінюється залежно від широти, зима стає прохолоднішою, а кількість опадів зменшується. Клімат може значно змінюватися залежно від висоти, особливо в Джаркханді та Чхаттісгарху.
В межах Поясу Гінді проживає близько третини населення Індії, він охоплює приблизно чверть території країни. Населення зосереджено вздовж родючої рівнини Гангу в штатах Уттар-Прадеш, Мадх'я-Прадеш, Чхаттісгарх, Джаркханд і Біхар.
Незважаючи на те, що переважна більшість населення є сільським, до значних міських міст належать Чандігарх, Панчкула, Делі, Лакхнау, Канпур, Райпур, Аллахабад, Джайпур, Агра, Варанасі, Індаур, Бхопал, Патна, Джамшедпур і Ранчі. У регіоні проживає різноманітне населення, де розмовляють різними діалектами гінді та іншими індійськими мовами, а також багатоконфесійне населення, включаючи індуїстів, мусульман, сикхів, а також людей з різних каст і значну кількість племінного населення.

## Політика
Протягом багатьох років у політичному розвитку деяких із цих штатів домінувала кастова політика, але це дещо змінилося в останні роки. На виборах 2019 року до Лок Сабхи було обрано 226 членів від штатів Поясу Гінді.